# 40. nordlige breddekreds
Den 40. nordlige breddekreds (eller 40 grader nordlig bredde) er en breddekreds, der ligger 40 grader nord for ækvator. Den løber gennem Europa, Middelhavet, Asien, Stillehavet, Nordamerika og Atlanterhavet.